# 謝弗利 (馬里蘭州)
謝弗利（英語：Cheverly）是一個位於美國馬里蘭州佐治王子縣的市鎮。

## 人口
根據2020年美國人口普查的數據，謝弗利的面積為3.41平方千米，當中陸地面積為3.41平方千米，而水域面積為0.00平方千米。當地共有人口6170人，而人口密度為每平方千米1,809人。